# Hamiltoniano (teoría de control)
El hamiltoniano de la teoría de control óptimo fue desarrollado por Lev Semenovich Pontryagin como parte de su principio mínimo. Fue inspirado por, pero es distinta de, la hamiltoniana de la mecánica clásica. Pontryagin demostró que una condición necesaria para la solución del problema de control óptimo es que el control debe ser elegido de modo que se minimice el hamiltoniano. Para más detalles véase el Principio del mínimo de Pontryagin.

## Notación y Planteamiento del problema
Un control {\displaystyle u(t)} se elige de manera que se minimice la función objetivo
{\displaystyle J(u)=\Psi (x(T))+\int _{0}^{T}L(x,u,t)dt}
donde {\displaystyle x(t)} es el estado del sistema, que evoluciona de acuerdo con las ecuaciones de estado
{\displaystyle {\dot {x}}=f(x,u,t)\qquad x(0)=x_{0}\quad t\in [0,T]}
y el control debe satisfacer las restricciones:
{\displaystyle a\leq u(t)\leq b\quad t\in [0,T]}

## Definición del hamiltoniano
{\displaystyle H(x,\lambda ,u,t)=\lambda ^{T}(t)f(x,u,t)+L(x,u,t)\,}
donde {\displaystyle \lambda (t)} es un vector de variables de co-estado de la misma dimensión que las variables de estado {\displaystyle x(t)}.
Para obtener información sobre las propiedades del hamiltoniano, consulte principio del mínimo de Pontryagin.

## Hamiltoniano en tiempo discreto
Cuando se formula el problema en tiempo discreto, el hamiltoniano se define como: 
{\displaystyle H(x,\lambda ,u,t)=\lambda ^{T}(t+1)f(x,u,t)+L(x,u,t)\,}
y las ecuaciones costate son:
{\displaystyle \lambda (t)=-{\frac {\partial H}{\partial x}}}
(Tenga en cuenta que el hamiltoniano tiempo discreto en el tiempo t implica la variable coestado en el momento {\displaystyle t+1.} Este pequeño detalle es esencial para que cuando nos diferenciamos con respecto a {\displaystyle x} obtenemos un término que implica {\displaystyle \lambda (t+1)} en el lado derecho de las ecuaciones costate. El uso de una convención mal aquí puede conducir a resultados incorrectos, es decir, una ecuación costate que no es una ecuación en diferencias hacia atrás).

## El hamiltoniano de control en comparación con el hamiltoniano de la mecánica
William Rowan Hamilton define el hamiltoniano como una función de tres variables: 
{\displaystyle {\mathcal {H}}={\mathcal {H}}(p,q,t)=\langle p,{\dot {q}}\rangle -L(q,{\dot {q}},t)}
donde {\displaystyle {\dot {q}}} se define implícitamente por
{\displaystyle p={\frac {\partial L}{\partial {\dot {q}}}}}
Hamilton entonces formuló sus ecuaciones como:
{\displaystyle {\frac {d}{dt}}p(t)=-{\frac {\partial }{\partial q}}{\mathcal {H}}}
{\displaystyle {\frac {d}{dt}}q(t)=~~{\frac {\partial }{\partial p}}{\mathcal {H}}}
En contraste el hamiltoniano de la teoría de control (tal como se define por Pontryagin ) es una función de las variables 4
{\displaystyle H(q,u,p,t)=\langle p,{\dot {q}}\rangle -L(q,u,t)}
y las condiciones correspondientes para un máximo son
{\displaystyle {\frac {dp}{dt}}=-{\frac {\partial H}{\partial q}}}
{\displaystyle {\frac {dq}{dt}}=~~{\frac {\partial H}{\partial p}}}
{\displaystyle {\frac {\partial H}{\partial u}}=0}
Esta diferencia es algo confuso, sin embargo, un problema específico, tal como el Brachystochrone problema, puede resolverse mediante cualquiera de los métodos. Para más detalles, véase el artículo de Sussmann y Willems.